# Grand Prix-wegrace van Oostenrijk 1981
De Grand Prix-wegrace van Oostenrijk 1981 was de tweede race van het wereldkampioenschap wegrace-seizoen 1981. De races werden verreden op 26 april 1981 op de Salzburgring nabij Salzburg

## Algemeen
Dat de Grand Prix van Oostenrijk in april verreden werd was voor veel mensen onbegrijpelijk. In 1979 kon ze ternauwernood doorgaan omdat er op zaterdag voor de race sneeuw viel, in 1980 werd ze helemaal afgelast en konden de teams niet eens vertrekken omdat ze in het rennerskwartier ingesneeuwd waren. In 1981 was het weer echter uitstekend. Voor de 500cc-klasse en de zijspannen was de Oostenrijkse Grand Prix de openingsrace van het seizoen. Veel aandacht ging uit naar de nieuwe Yamaha OW 54 van Kenny Roberts, die tijdens de trainingsdagen zorgvuldig verborgen werd gehouden. Ook was men benieuwd of het Honda NR 500-project eindelijk vruchten zou gaan afwerpen. Roberts vernielde zijn OW 54 bij een val in de trainingen en Takazumi Katayama wist met zijn NR 500 niet verder te komen dan de 19e trainingstijd en een 16e plaats in de race. De nieuwe LCR-zijspancombinaties kwamen nog niet goed uit de verf. Rolf Biland/Kurt Waltisperg wisten weliswaar tweede te worden, maar de overige LCR's moesten een Windle, twee Seymaz-combinaties en zelfs de zelfbouwcombinatie van Trevor Ireson voor zich dulden.

## 500 cc
De poleposition in de 500cc-klasse ging verrassend naar Graeme Crosby die zeven duizendste seconde sneller was dan Marco Lucchinelli. Randy Mamola en Kenny Roberts hadden nogal wat tegenslag gehad in de trainingen. Mamola viel hard en blesseerde zijn hand en Roberts blesseerde een elleboog, maar reed bovendien zijn Yamaha OW 54 doormidden. Het blok werd met enige moeite in een OW 53-frame gemonteerd en zo kon hij toch de achtste trainingstijd rijden. Het harde werken aan de Honda NR 500 had geen vruchten afgeworpen: Takazumi Katayama reed de negentiende trainingstijd. Crosby reed twee ronden aan de leiding, maar werd toen gepasseerd door Lucchinelli, terwijl ook Mamola, Barry Sheene, Roberts, Boet van Dulmen, Kork Ballington, Jack Middelburg, Wil Hartog, Christian Sarron en Hiroyuki Kawasaki een tijdje in de kopgroep zaten. Mamola en Lucchinelli maakten zich los, maar Lucchinelli verremde zich en viel, waardoor Mamola eenvoudig kon winnen. Roberts stopte in de twaalfde ronde omdat zijn monoshock, die al twee seizoenen problemen op had geleverd, vast zat. Om de derde plaats werd gevochten door Sheene, Van Dulmen, Sarron en Kawasaki, maar Sarron viel uit, Van Dulmen kreeg problemen met zijn voorband en Kawasaki wist Sheene te verslaan.

### Uitslag 500 cc
| Pos | Coureur            | Merk       | Tijd             | Grid             | Punten           |
| --- | ------------------ | ---------- | ---------------- | ---------------- | ---------------- |
| 1   | Randy Mamola       | Suzuki     | 48'06"66         | 7                | 15               |
| 2   | Graeme Crosby      | Suzuki     | 48'16"55         | 1                | 12               |
| 3   | Hiroyuki Kawasaki  | Suzuki     | 48'25"14         | 5                | 10               |
| 4   | Barry Sheene       | Yamaha     | 48'27"53         | 3                | 8                |
| 5   | Boet van Dulmen    | Yamaha     | 48'28"47         | 6                | 6                |
| 6   | Kork Ballington    | Kawasaki   | 48'44"76         | 11               | 5                |
| 7   | Franco Uncini      | Suzuki     | 48'55"22         | 12               | 4                |
| 8   | Jack Middelburg    | Suzuki     | 48'57"07         | 14               | 3                |
| 9   | Wil Hartog         | Suzuki     | 49'23"97         | 10               | 2                |
| 10  | Giovanni Pelletier | Suzuki     | +1 ronde         |                  | 1                |
| 11  | Philippe Coulon    | Suzuki     | +1 ronde         |                  |                  |
| 12  | Marc Fontan        | Yamaha     | +1 ronde         |                  |                  |
| 13  | Takazumi Katayama  | Honda      | +1 ronde         |                  |                  |
| 14  | Walter Migliorati  | Suzuki     | +1 ronde         |                  |                  |
| 15  | Seppo Rossi        | Suzuki     | +1 ronde         |                  |                  |
| DNF | Kenny Roberts      | Yamaha     |                  | 8                |                  |
| DNF | Christian Sarron   | Yamaha     | rem              | 4                |                  |
| DNF | Michel Frutschi    | Yamaha     |                  | 9                |                  |
| DNF | Marco Lucchinelli  | Suzuki     | val              | 2                |                  |
| DNQ | Graziano Rossi     | Morbidelli |                  |                  |                  |
| DNS | Carlo Perugini     | Sanvenero  | motor niet klaar | motor niet klaar | motor niet klaar |
| DNS | Virgino Ferrari    | Cagiva     | motor niet klaar | motor niet klaar | motor niet klaar |
| DNS | Gregg Hansford     | Kawasaki   | blessure         | blessure         | blessure         |

### Top 10 WK-stand na deze race
| Pos. | Coureur            | Motorfiets | Ptn. |
| ---- | ------------------ | ---------- | ---- |
| 1    | Randy Mamola       | Suzuki     | 15   |
| 2    | Graeme Crosby      | Suzuki     | 12   |
| 3    | Hiroyuki Kawasaki  | Suzuki     | 10   |
| 4    | Barry Sheene       | Yamaha     | 8    |
| 5    | Boet van Dulmen    | Yamaha     | 6    |
| 6    | Kork Ballington    | Kawasaki   | 5    |
| 7    | Franco Uncini      | Suzuki     | 4    |
| 8    | Jack Middelburg    | Suzuki     | 2    |
| 9    | Wil Hartog         | Suzuki     | 2    |
| 10   | Giovanni Pelletier | Suzuki     | 1    |

## 350 cc
In de 350cc-race in Oostenrijk gingen aanvankelijk Toni Mang en Jon Ekerold aan de leiding, maar Patrick Fernandez wist naar hen toe te rijden en bleef bijna de hele race achter hen hangen. In de laatste ronde ging Fernandez ineens op kop en won de race. Ekerold en Mang raakten elkaar in de voorlaatste bocht, wat de sfeer tussen hen beiden niet verbeterde. Mang werd tweede en Ekerold derde. Graeme Geddes leverde opnieuw een opmerkelijke prestatie door met zijn twee jaar oude Bimota-Yamaha door vierde te worden.

### Uitslag 350 cc
| Pos | Coureur             | Merk              | Tijd         | Grid         | Punten |
| --- | ------------------- | ----------------- | ------------ | ------------ | ------ |
| 1   | Patrick Fernandez   | Bimota-Yamaha     | 50'08"90     | 3            | 15     |
| 2   | Toni Mang           | Kawasaki          | 50'09"24     | 1            | 12     |
| 3   | Jon Ekerold         | Solo              | 50'09"56     | 2            | 10     |
| 4   | Graeme Geddes       | Bimota-Yamaha     | 50'37"86     | 9            | 8      |
| 5   | Carlos Lavado       | Yamaha            | 50'08"92     |              | 6      |
| 6   | Keith Huewen        | Yamaha            | 51'12"77     | 11           | 5      |
| 7   | Jacques Cornu       | Yamaha            | 51'14"32     | 7            | 4      |
| 8   | Thierry Espié       | Bimota-Yamaha     | 51'28"81     | 12           | 3      |
| 9   | Tony Head           | Yamaha            | 51'29"23     |              | 2      |
| 10  | Edi Stöllinger      | Kawasaki          | 51'29"90     |              | 1      |
| 11  | Bruno Kneubühler    | Yamaha            | 51'38"91     |              |        |
| 12  | Paolo Ferretti      | Yamaha            | +1 ronde     |              |        |
| DNF | Alan North          | Yamaha            | val          | 6            |        |
| DNF | Eric Saul           | Chevallier-Yamaha | val          | 8            |        |
| DNF | Siegfried Minich    | Bartol-Yamaha     | val          | 10           |        |
| DNF | Walter Villa        | Yamaha            | val          |              |        |
| DNF | Michel Rougerie     | Yamaha            | val          |              |        |
| DNF | Peter Looijesteijn  | Bakker-Yamaha     | waterpomp 25 | waterpomp 25 |        |
| DNF | Jean-François Baldé | Kawasaki          | ontsteking 4 | ontsteking 4 |        |

### Top 10 WK-stand na deze race
| Pos. | Coureur             | Motorfiets    | Ptn. |
| ---- | ------------------- | ------------- | ---- |
| 1    | Jon Ekerold         | Solo          | 25   |
| 2    | Patrick Fernandez   | Bimota-Yamaha | 23   |
| 3    | Carlos Lavado       | Yamaha        | 16   |
| 3    | Toni Mang           | Kawasaki      | 16   |
| 5    | Jean-François Baldé | Kawasaki      | 12   |
| 6    | Graeme Geddes       | Bimota-Yamaha | 11   |
| 7    | Thierry Espié       | Bimota-Yamaha | 8    |
| 8    | Jeffrey Sayle       | Yamaha        | 6    |
| 8    | Jacques Cornu       | Yamaha        | 6    |
| 10   | Keith Huewen        | Yamaha        | 5    |

## 125 cc
Omdat Ángel Nieto de laatste ronde van de GP van Argentinië op één cilinder had moeten rijden, maakten de Minarelli-constructeurs Jan Thiel en Martin Mijwaart zich wat zorgen in Oostenrijk. Dat bleek niet nodig. Hoewel Pier Paolo Bianchi met zijn MBA de snelste start had, stelde Nieto al snel orde op zaken en hij reed meteen weg van de rest. De strijd om de tweede plaats ging tussen Bianchi en Nieto's teamgenoot Loris Reggiani. Pas in de laatste ronde wist Reggiani het pleit in zijn voordeel te beslechten. Guy Bertin blies voor de tweede keer zijn Sanvenero-motor op en zijn opvolger bij Motobécane, Jacques Bolle, lag op de vijfde plaats toen hij zichzelf door een val uitschakelde. Eugenio Lazzarini werd met zijn zelfgebouwde Iprem vierde.

### Uitslag 125 cc
| Pos | Coureur            | Merk       | Tijd     | Grid | Punten |
| --- | ------------------ | ---------- | -------- | ---- | ------ |
| 1   | Ángel Nieto        | Minarelli  | 47'12"96 | 2    | 15     |
| 2   | Loris Reggiani     | Minarelli  | 47'18"30 | 3    | 12     |
| 3   | Pier Paolo Bianchi | MBA        | 47'18"95 | 1    | 10     |
| 4   | Eugenio Lazzarini  | Iprem      | 48'21"62 | 6    | 8      |
| 5   | Gerhard Waibel     | MBA        | 48'33"87 | ?    | 6      |
| 6   | Hans Müller        | MBA        | 48'34"22 | 7    | 5      |
| 7   | Per-Evard Carlsson | MBA        | +1 ronde | 12   | 4      |
| 8   | Maurizio Vitali    | MBA        | +1 ronde |      | 3      |
| 9   | Hans-Jürgen Hummel | MBA        | +1 ronde |      | 2      |
| 10  | Henk van Kessel    | EGA        | +1 ronde | 14   | 1      |
| 11  | Willy Pérez        | MBA        |          |      |        |
| 12  | Yves Dupont        | MBA        |          |      |        |
| 13  | Anton Straver      | Morbidelli |          | 20   |        |
| 14  | Thierry Noblesse   | MBA        |          |      |        |
| 15  | Johnny Wickström   | Morbidelli |          |      |        |
| 16  | Theo Timmer        | MBA        |          | 21   |        |
| 17  | Ton Spek           | MBA        |          | 23   |        |
| DNF | Guy Bertin         | Sanvenero  | motor    | 5    |        |
| DNF | Jacques Bolle      | Motobécane | val      | 11   |        |
| DNF | Erich Klein        | MBA        |          | 9    |        |
| DNF | Hugo Vignetti      | MBA        |          | 8    |        |
| DNF | August Auinger     | Bartol-MBA |          | 10   |        |

### Top 10 WK-stand na deze race
| Pos. | Coureur             | Motorfiets | Ptn. |
| ---- | ------------------- | ---------- | ---- |
| 1    | Ángel Nieto         | Minarelli  | 30   |
| 2    | Loris Reggiani      | Minarelli  | 24   |
| 3    | Pier Paolo Bianchi  | MBA        | 16   |
| 4    | Jacques Bolle       | Motobécane | 10   |
| 5    | Willy Pérez         | MBA        | 8    |
| 5    | Per-Edvard Carlsson | MBA        | 8    |
| 5    | Eugenio Lazzarini   | Iprem      | 8    |
| 8    | Gerhard Waibel      | MBA        | 6    |
| 9    | Iván Troisi         | MBA        | 6    |
| 9    | Hans Müller         | MBA        | 6    |

## Zijspannen
De LCR-Yamaha's waren in 1981 helemaal veranderd, nu met de motor achter de bestuurder en vlak voor het achterwiel. In de openingsrace bleek vooral de machine van Rolf Biland niet erg stabiel. Jock Taylor won met zijn Windle-Yamaha alleen in de chicane al een halve seconde. Alain Michel kon zich niet met de strijd aan de leiding bemoeien door een slechte start. Taylor/Johansson wonnen met een ruime voorsprong, Biland/Waltisperg werden tweede en Michel/Burkhardt derde.

### Uitslag zijspannen
| Pos | Coureur           | Bakkenist          | Merk                  | Tijd     | Grid | Punten |
| --- | ----------------- | ------------------ | --------------------- | -------- | ---- | ------ |
| 1   | Jock Taylor       | Benga Johansson    | Fowler-Windle-Yamaha  | 44'26"63 | 3    | 15     |
| 2   | Rolf Biland       | Kurt Waltisperg    | Krauser-LCR-Yamaha    | 44'31"87 | 2    | 12     |
| 3   | Alain Michel      | Michael Burkhardt  | Seymaz-Yamaha         | 45'06"88 | 1    | 10     |
| 4   | Werner Schwärzel  | Andreas Huber      | Krauser-Seymaz-Yamaha | +1 ronde | 5    | 8      |
| 5   | Trevor Ireson     | Clive Pollington   | Ireson-Yamaha         | +1 ronde | 7    | 6      |
| 6   | Masato Kumano     | Kunio Takeshima    | LCR-Yamaha            | +1 ronde |      | 5      |
| 7   | Wolfgang Stropek  | Karl Altrichter    | SIWA-Yamaha           | +1 ronde |      | 4      |
| 8   | Siegfried Schauzu | Wilfried Dietz     | Yamaha                | +1 ronde |      | 3      |
| 9   | Rolf Steinhausen  | Georg Willmann     | RSR-Yamaha            | +1 ronde | 9    | 2      |
| 10  | Jo van der Ven    | Tonny Troeyen      | Yamaha                |          | 16   | 1      |
| DNF | Derek Jones       | Brian Ayres        | Ireson-Yamaha         | +1 ronde | 6    |        |
| DNS | Egbert Streuer    | Bernard Schnieders | LCR-Yamaha            | ziekte   |      |        |

### Top 10 WK-stand na deze race
| Pos | Coureur           | Bakkenist         | Motorfiets            | Ptn |
| --- | ----------------- | ----------------- | --------------------- | --- |
| 1   | Jock Taylor       | Benga Johansson   | Fowler-Windle-Yamaha  | 15  |
| 2   | Rolf Biland       | Kurt Waltisperg   | Krauser-LCR-Yamaha    | 12  |
| 3   | Alain Michel      | Michael Burkhardt | Seymaz-Yamaha         | 10  |
| 4   | Werner Schwärzel  | Andreas Huber     | Krauser-Seymaz-Yamaha | 8   |
| 5   | Trevor Ireson     | Clive Pollington  | Yamaha                | 6   |
| 6   | Masato Kumano     | Kunio Takeshima   | LCR-Yamaha            | 5   |
| 7   | Wolfgang Stropek  | Karl Altrichter   | SIWA-Yamaha           | 4   |
| 8   | Siegfried Schauzu | Wilfried Dietz    | Yamaha                | 3   |
| 9   | Rolf Steinhausen  | Georg Willmann    | RSR-Yamaha            | 2   |
| 10  | Jo van der Ven    | Tonny Troeyen     | Yamaha                | 1   |

## Trivia

### Niet gestart
Een aantal coureurs kwam tegen de verwachtingen in niet aan de start in Oostenrijk. De Cagiva van Virginio Ferrari was nog niet klaar, evenals de 500cc-Sanvenero van Carlo Perugini. De Morbidelli's van Graziano Rossi arriveerden een dag na de eerste trainingen en bleken nog niet snel genoeg te zijn. Al op donderdag werd de Suzuki RG 500 van Borge Nielson gestolen. Op vrijdagnacht werd een Duitser opgepakt die met een Suzuki het rennerkwartier uit probeerde te wandelen. De politie pakte hem op en wekte Nielson, in de hoop dat de gestolen motor terecht was. Dat bleek niet zo te zijn: het was de machine van Wil Hartog. De monteurs van Hartog hadden voor de zekerheid blikjes op het tentdoek in het rennerskwartier gelegd om gewekt te worden als er iemand inbrak, maar dat had niet gewerkt. 

### Siegfried Schauzu
Siegfried Schauzu, zelf ook al 41 jaar oud, trainde met de zeer ervaren maar 52 jaar oude Wolfgang Kalauch in het zijspan, maar ook met de veel jongere Georg Willmann, die uiteindelijk de voorkeur kreeg. 

### Startbewijzen
Christian Estrosi kreeg in eerste instantie geen startplaats toegewezen door de organiserende Auto-, Motor- und Radfahrerbund Österreichs vanwege zijn lage positie op de gradinglist. Estrosi had in 1980 slechts twee WK-punten gescoord. De Amerikaanse vrouwelijke coureur Gina Bovaird kreeg zonder meer een startplaats, maar zij stond helemaal niet op de gradinglist.
1927 · 1928 · 1929 · 1930 · 1947 · 1948 · 1950 · 1951 · 1952 · 1953 · 1954 · 1955 · 1956 · 1957 · 1958 · 1959 · 1960 · 1961 · 1962 · 1963 · 1964 · 1965 · 1966 · 1967 · 1968 · 1969 · 1970 · 1971 · 1972 · 1973 · 1974 · 1975 · 1976 · 1977 · 1978 · 1979 · 1981 · 1982 · 1983 · 1984 · 1985 · 1986 · 1987 · 1988 · 1989 · 1990 · 1991 · 1993 · 1994 · 1996 · 1997 · 2016 · 2017 · 2018 · 2019 · 2020 · 2021 · 2022 · 2023 · 2024 · 2025